# ДР1
ДР1 (дизель-поїзд ризький, тип 1) — дизель-поїзд виробництва Ризького вагонобудівного заводу. Існують модифікації ДР1П, ДР1А і ДР1Б.

## Склад дизель-поїзда
Поїзд складається з двох моторних вагонів із кабінами управління та силовими установками, а також одного, двох або чотирьох причіпних вагонів. Крім того, існує можливість використання дизель-поїзда в тривагонному виконанні (моторний вагон із кабіною управління, причіпний вагон і причіпний вагон із кабіною управління).

## Характеристики дизель-поїзда
Конструкційна швидкість дизель-поїзда — 120 км/год. Потужність двигуна — 736 кВт. Кількість місць для пасажирів — 632 чол. (для шестивагонного дизель-поїзда). Силова установка складається з дизельного двигуна М-756Б і гідропередачі ГДП-1000.

## Експлуатація

### В Україні
В Україні експлуатується на Львівській (частково), Південній та Південно-Західній залізницях. Основні депо, що експлуатують цей тип дизель-поїздів - ТЧ-5 Тернопіль, РПЧ-10 Чернігів (фактично дизелі знаходяться в Коростені) та РПЧ-2 Полтава.

## Конструкція

### Кузов

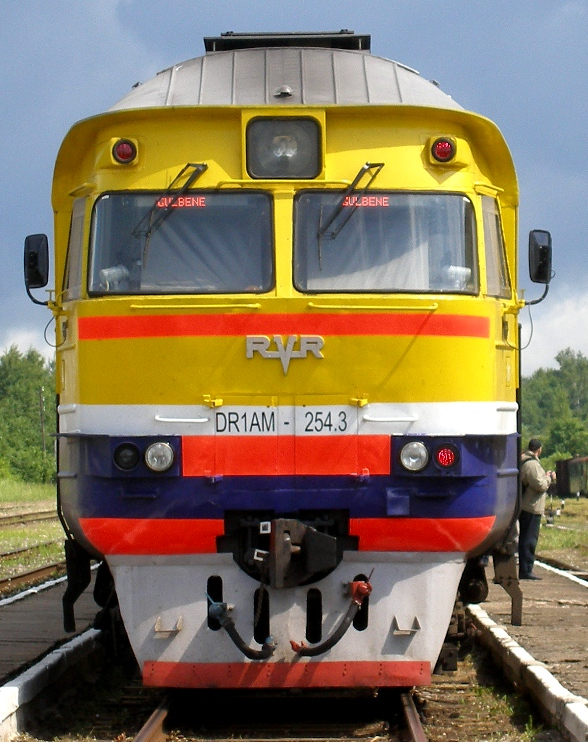
Лобова частина головного вагона ДР1АМ-254
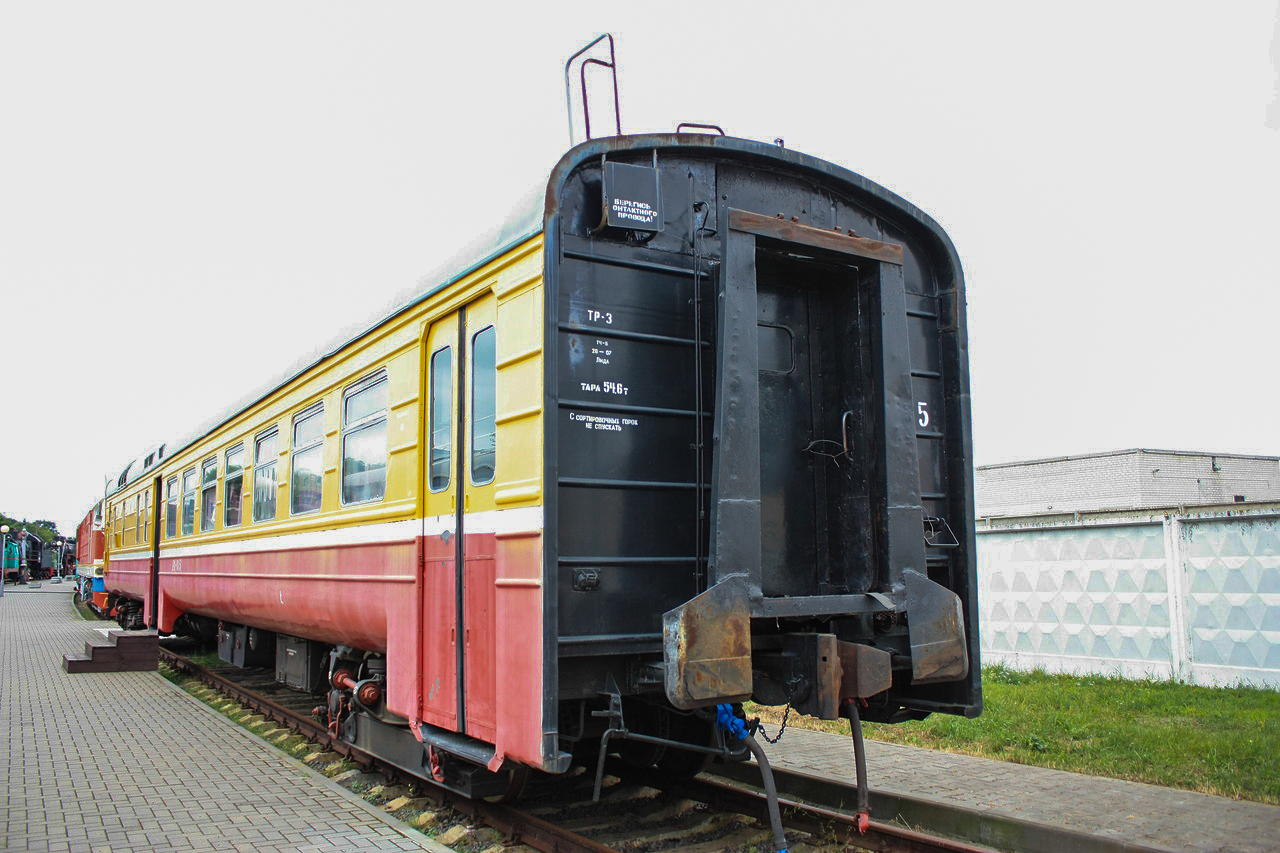
Головний вагон ДР1-045 ззаду
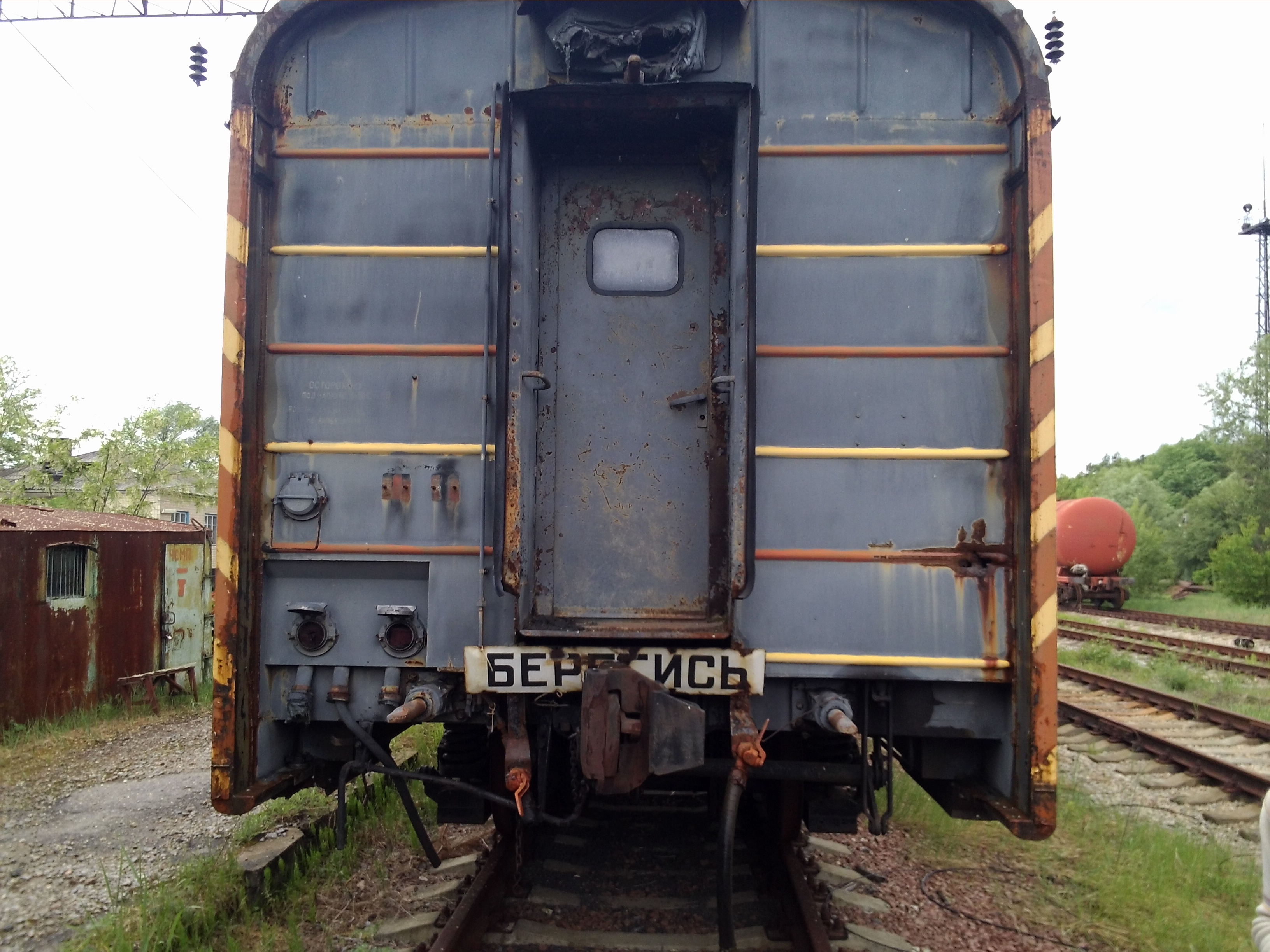
Торець проміжного вагона ДР1П

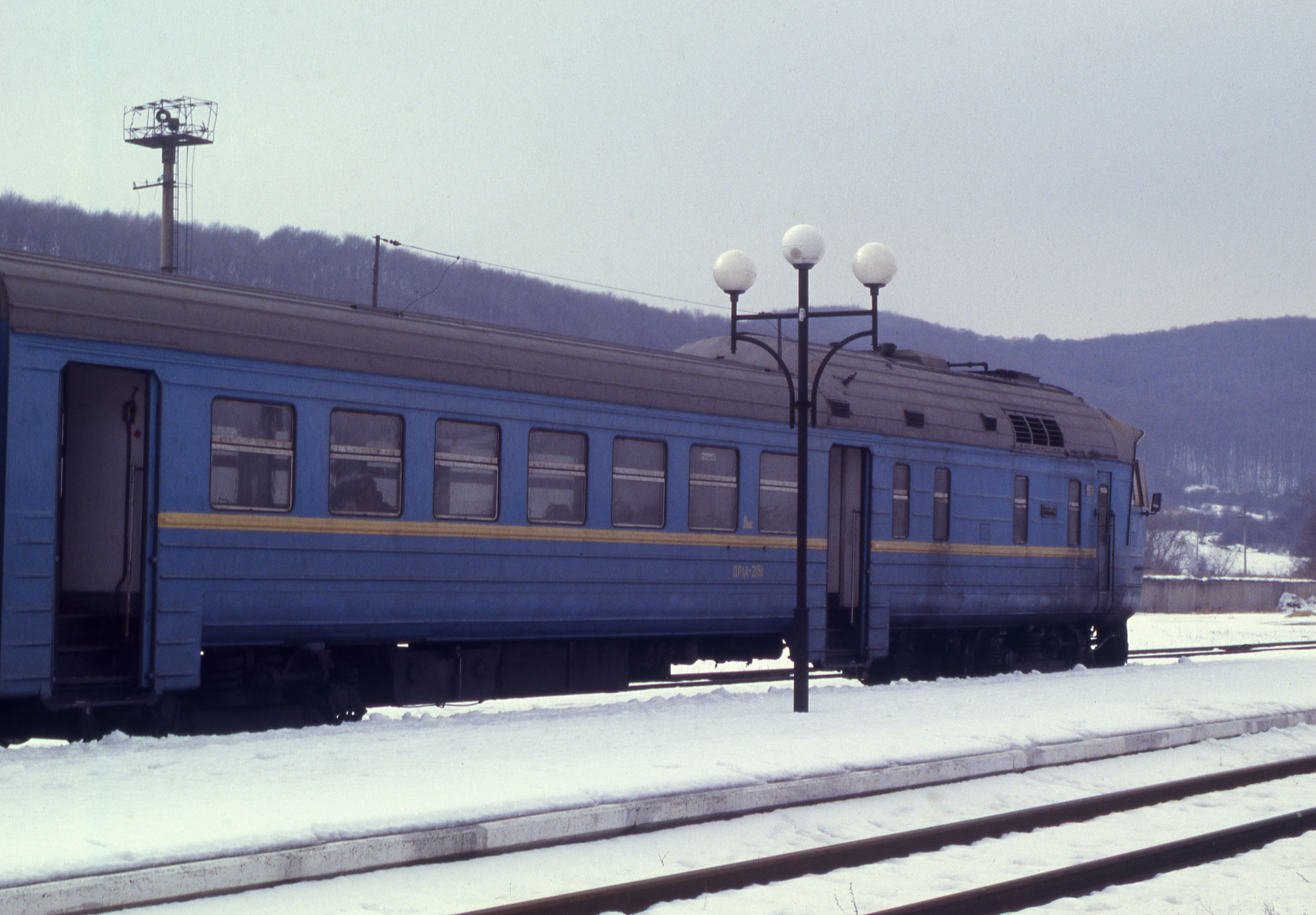
Головний вагон ДР1А збоку
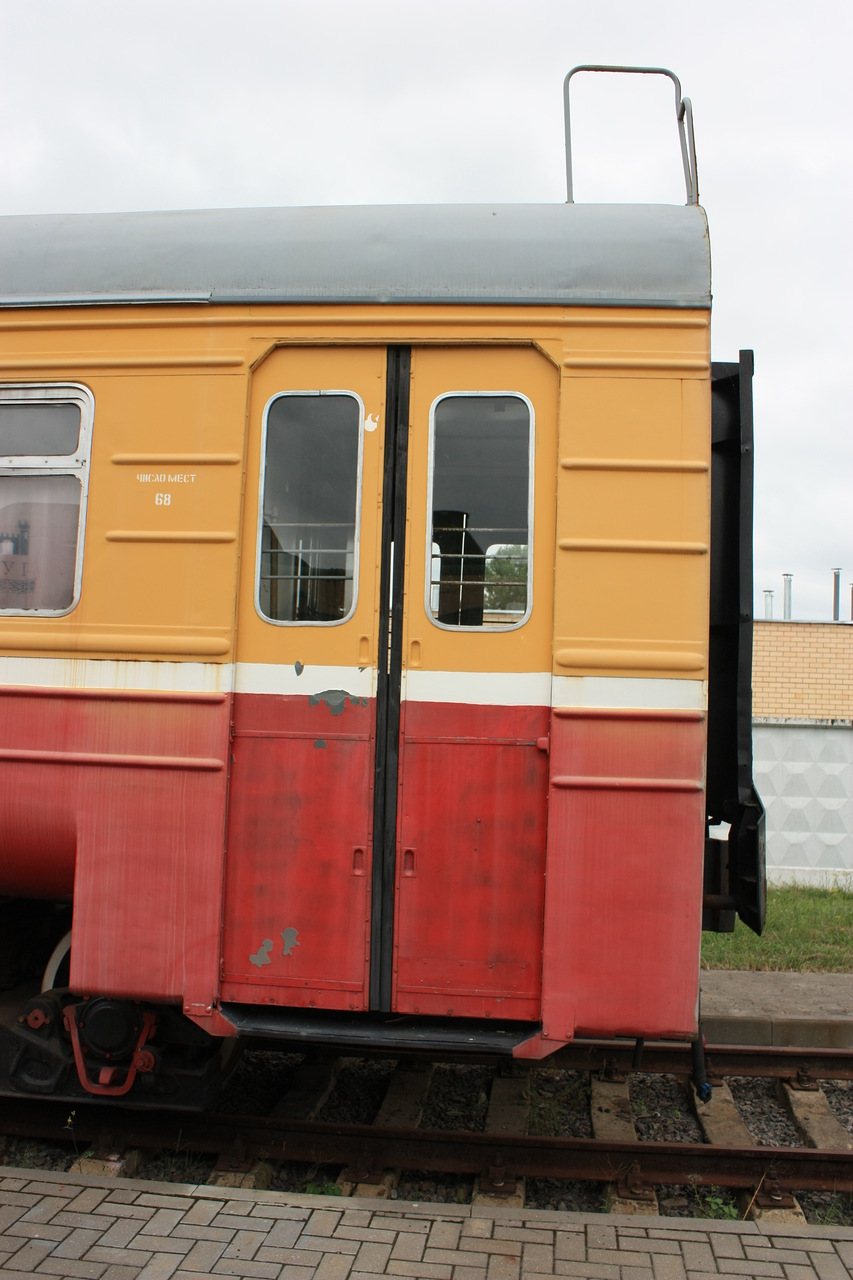
Пасажирські двері
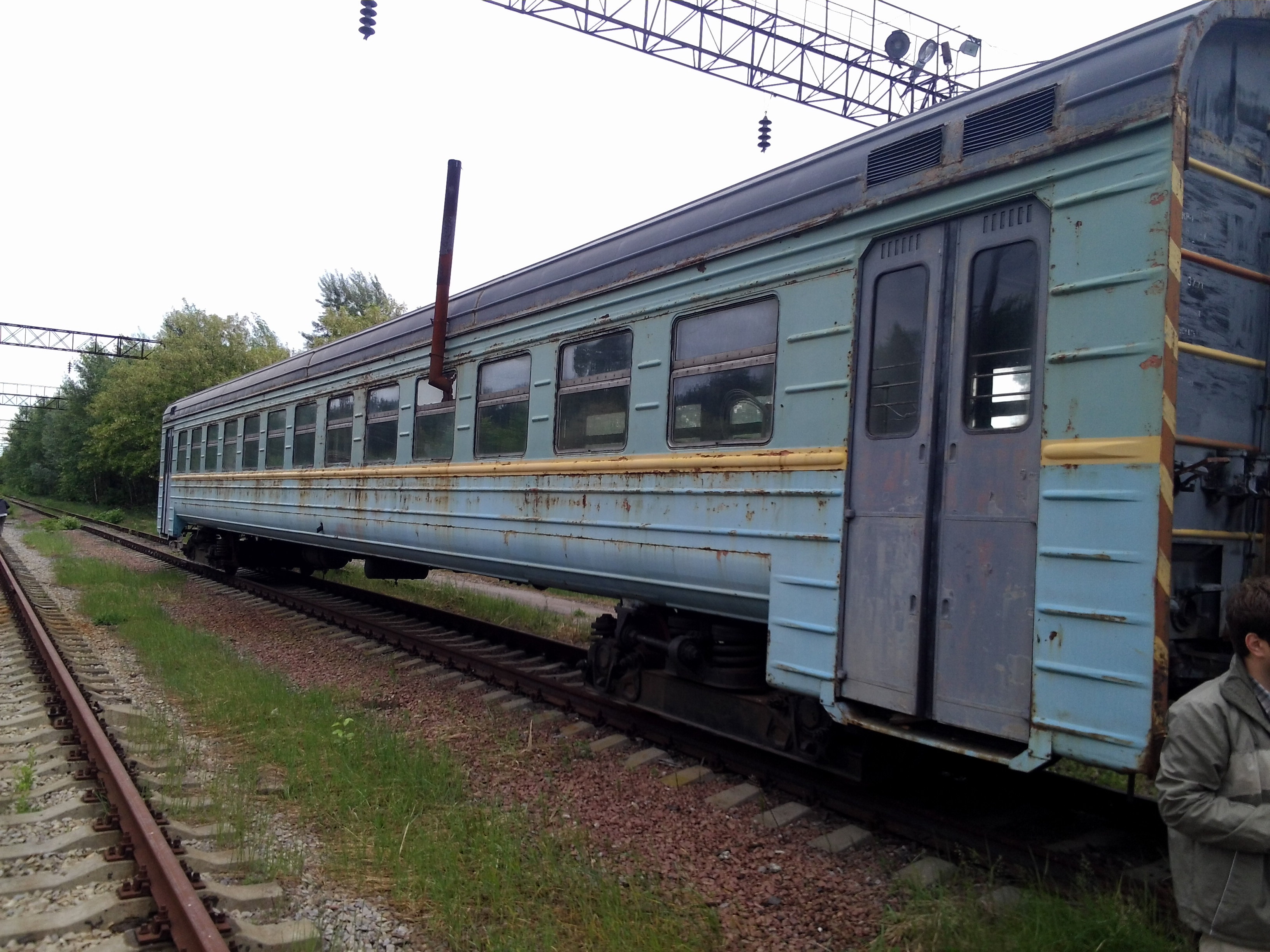
Проміжний вагон ДР1П збоку

### Інтер'єр

#### Пасажирський салон

Салони 3 класу
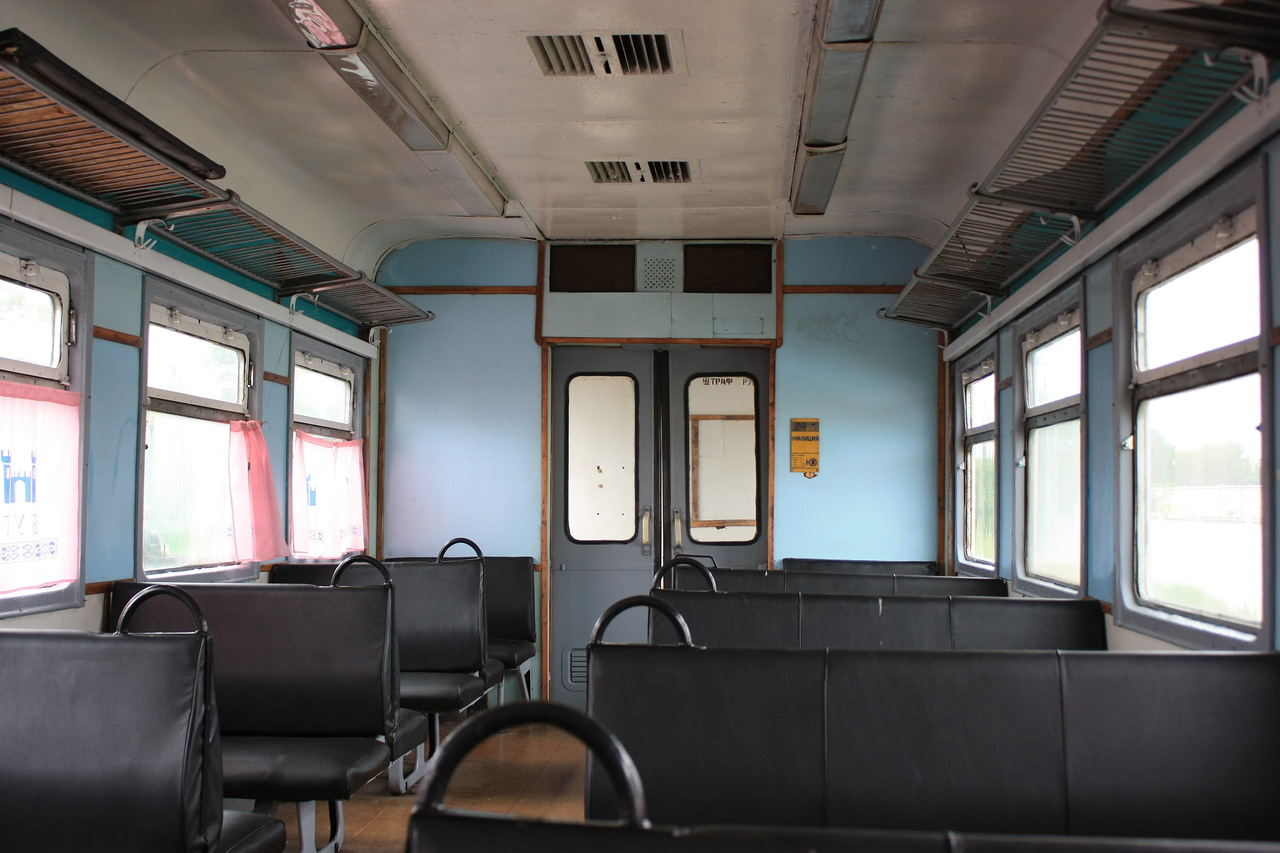
Салон головного вагона дизель-поїзда ДР1-045 із загальними сидіннями зі шкіряною оббивкою
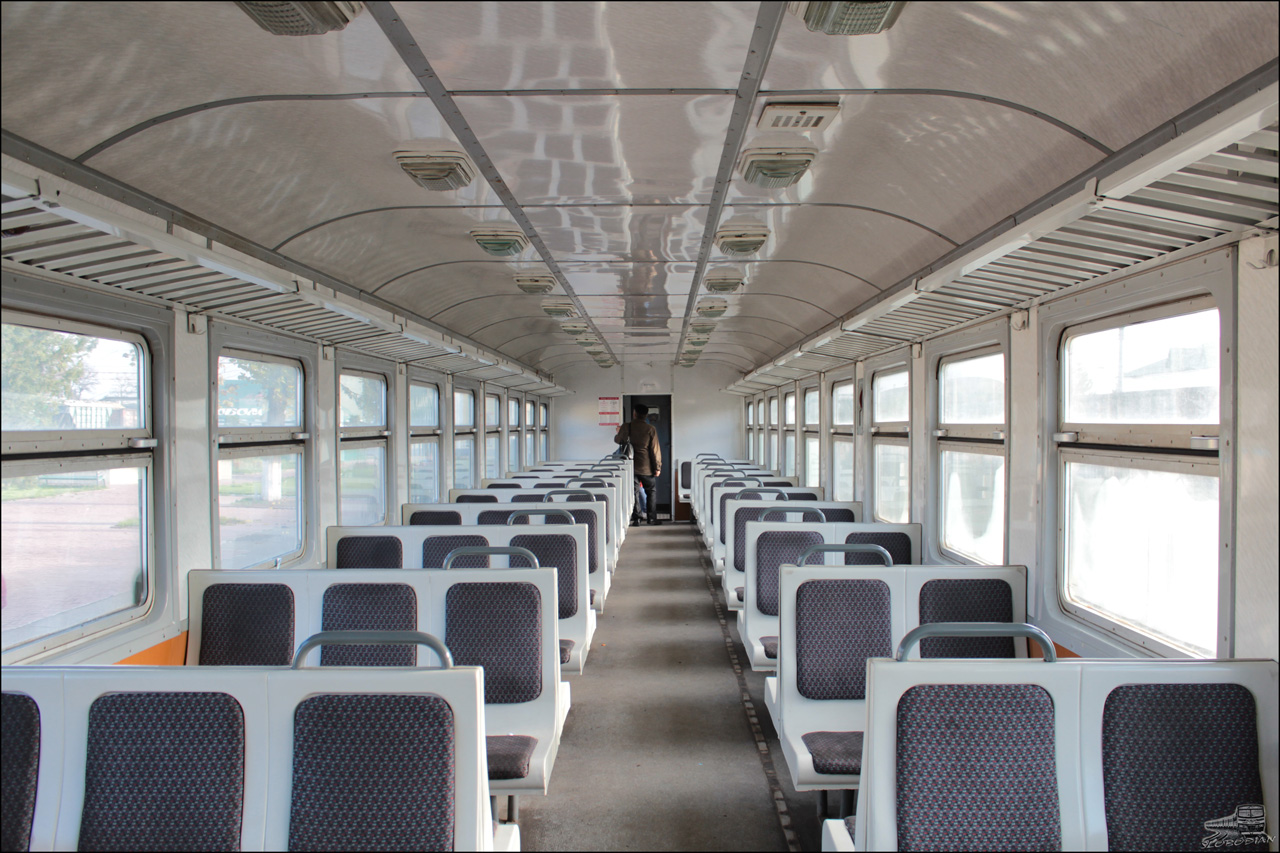
Салон проміжного вагона дизель-поїзда ДР1А із загальними пластиковими сидіннями з розділеними м'якими підкладками
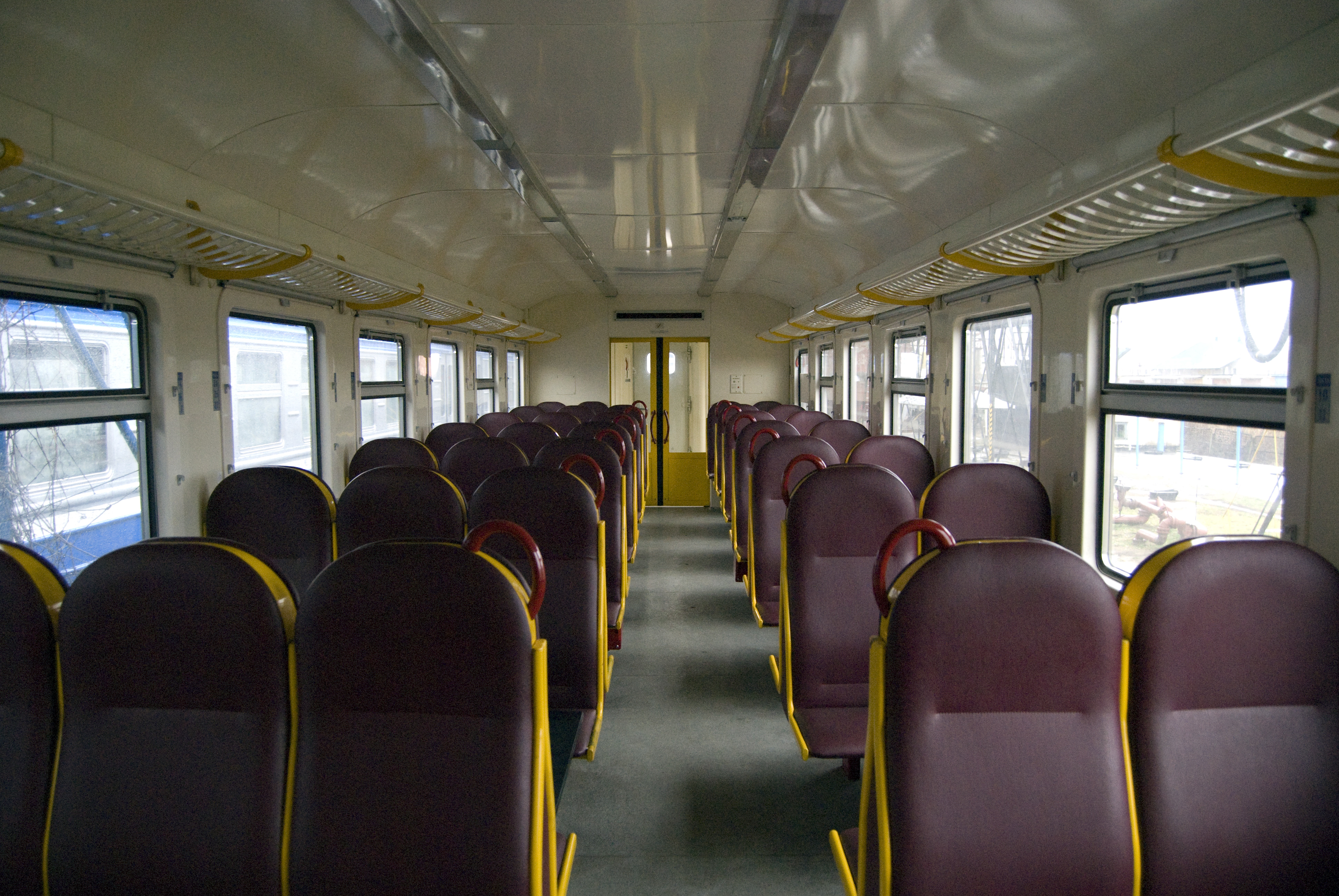
Салон дизель-поїзда ДР1Б 500-ї серії з розділеними шкіряними сидіннями з високими напівкруглими спинками

Салони 1 та 2 класи
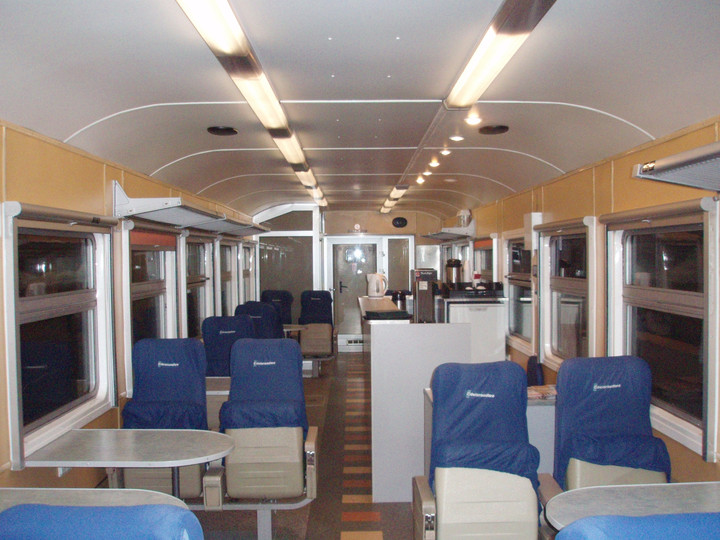
Салон проміжного вагона дизель-поїзда ДР1А-230 з сидіннями 1 класу з відкидними сидіннями та баром
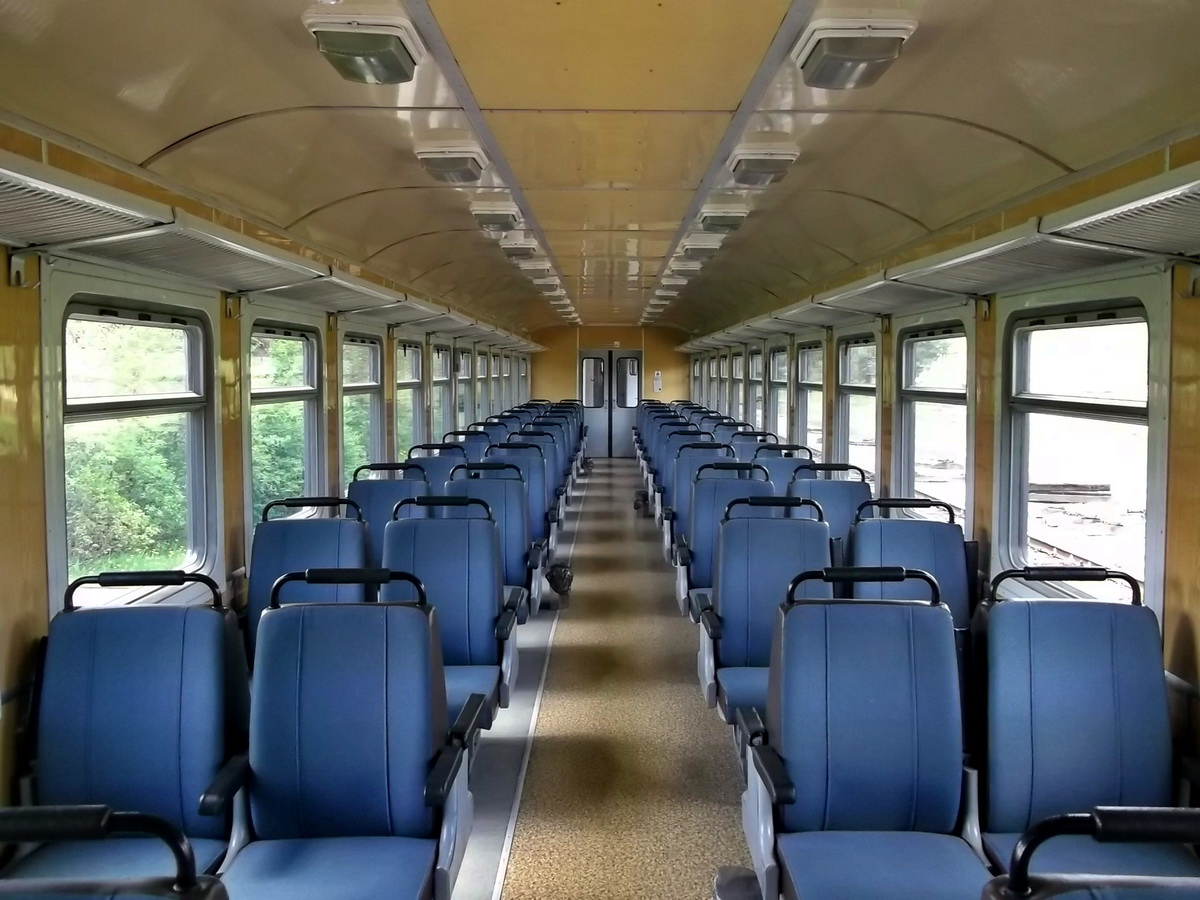
Салон проміжного вагона дизель-поїзда ДР1А-275 з сидіннями 2 класу
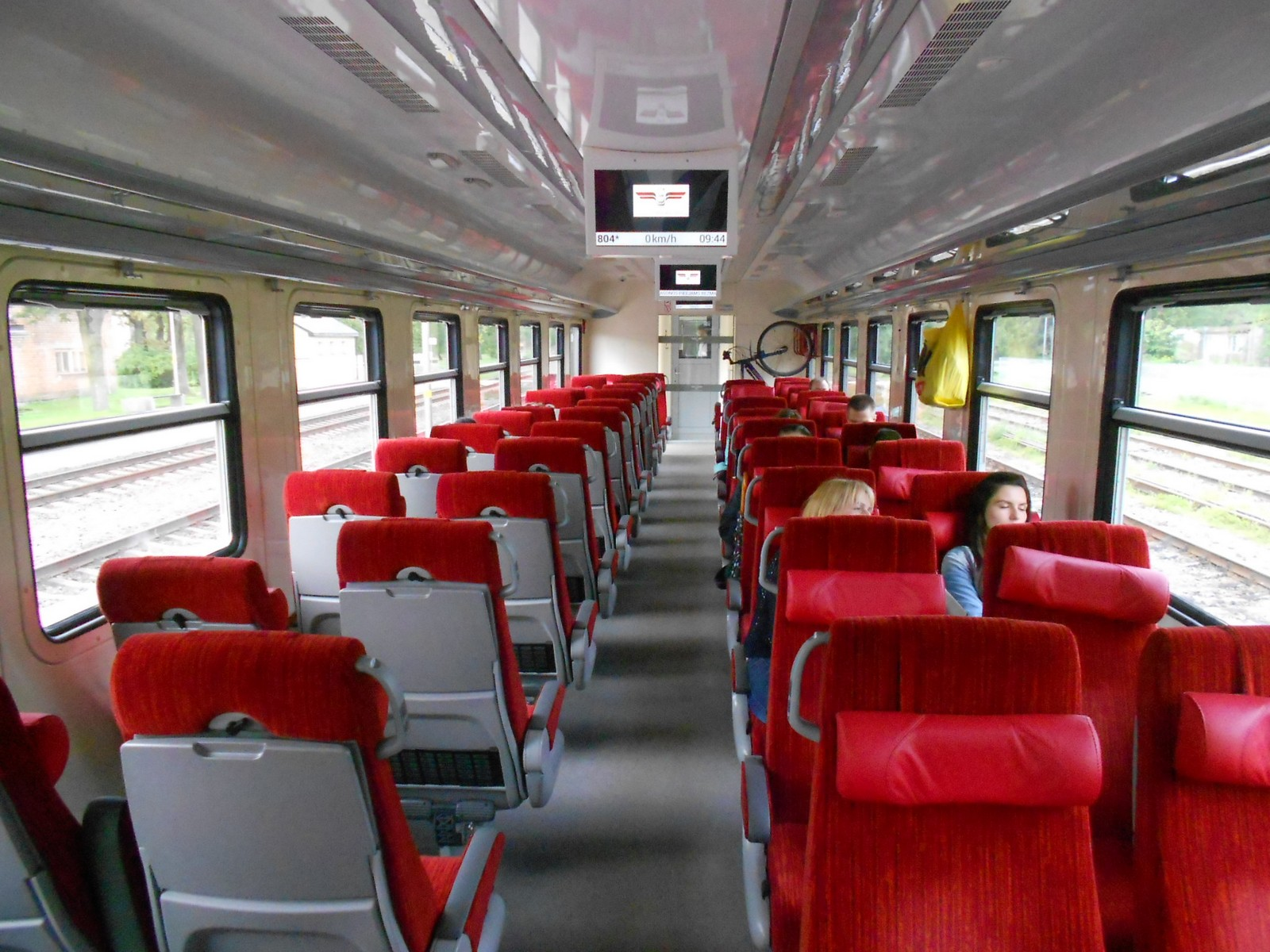
Салон проміжного вагона дизель-поїзда ДР1АЦ-219 з сидіннями 2 класу

#### Кабіна машиніста
- Поїздка в кабіні ДР1А-187

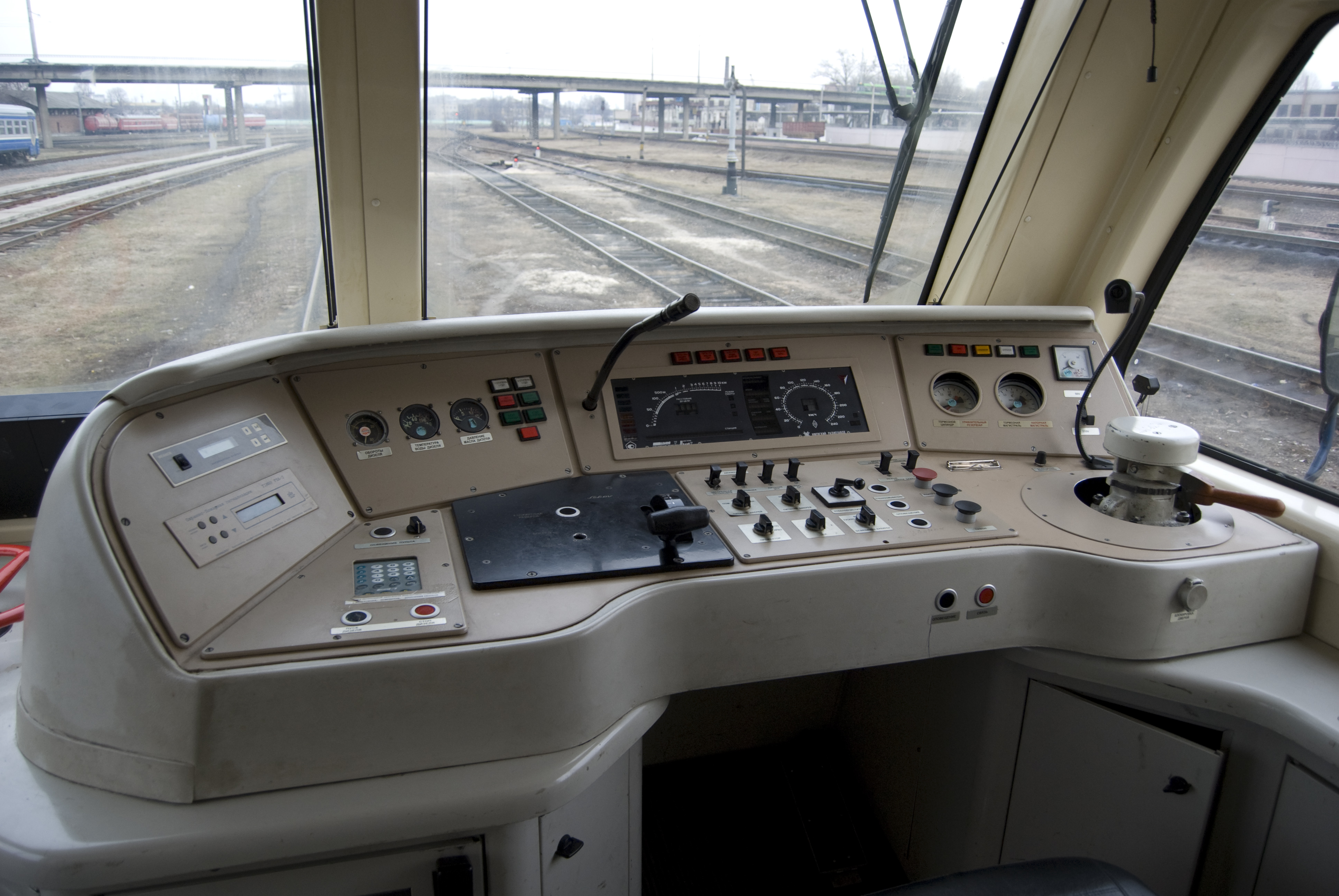
Пульт машиніста дизель-поїзда ДР1Б 500-ї серії
- Управління дизель-поїздом ДР1Б 500-ї серії